# ويل تشايس
ويل تشايس (بالإنجليزية: Will Chase)‏ هو ممثل أمريكي، ولد في 12 سبتمبر 1970 بفرانكفورت في الولايات المتحدة.

## أعمال

### مسلسلات
- أدوات حادة
- ذا غود وايف

## وصلات خارجية
- ويل تشايس على موقع IMDb (الإنجليزية)
- ويل تشايس على موقع ألو سيني (الفرنسية)
- ويل تشايس على موقع ميوزك برينز (الإنجليزية)
- ويل تشايس على موقع أول موفي (الإنجليزية)
- ويل تشايس على موقع قاعدة بيانات برودواي على الإنترنت (الإنجليزية)
- ويل تشايس على موقع ديسكوغز (الإنجليزية)
- ويل تشايس على موقع قاعدة بيانات الفيلم (الإنجليزية)
- ويل تشايس على موقع كينوبويسك (الروسية)